# Nornik północny
Nornik północny (Alexandromys oeconomus) – gatunek ssaka z podrodziny karczowników (Arvicolinae) w obrębie rodziny chomikowatych (Cricetidae).

## Systematyka
Gatunek po raz pierwszy zgodnie z zasadami nazewnictwa binominalnego opisał w 1776 roku niemiecki przyrodnik Peter Simon Pallas nadając mu nazwę Mus oeconomus. Holotyp pochodził z doliny rzeki Iszym w syberyjskiej części Rosji.
A. oeconomus należy do podrodzaju Alexandromys. Analizy morfometryczne, chromosomalne i hybrydyzacji plasują go w kladzie, do którego należą także nornik tundrowy (A. middendorffii), nornik mongolski (A. mongolicus), nornik wschodni (A. fortis), nornik sachaliński (A. sachalinensis), nornik amurski (A. maximowiczii), nornik buriacki (A. mujanensis) i nornik samotny (A. evoronensis). Analizy filogenetyczne oparte na genach kodujących cytochrom b wskazują, że nornik północny i nornik tajwański (A. kikuchii) to gatunki siostrzane, a wraz z nimi jeden klad tworzą nornik japoński (A. montebelli), nornik tundrowy i nornik wschodni. Istnieją cztery różne klady mtDNA A. oeconomus: środkowoeuropejski (południowa Skandynawia, Holandia, Polska, Litwa, Węgry i południowo-zachodnia Słowacja), północnoeuropejski (północno-wschodnia Skandynawia, Białoruś i europejska część Rosji), środkowoazjatycka (Syberia i zachodnia część Rosyjskiego Dalekiego Wschodu) oraz beringiadzki (półwyspy Czukocki i Kamczacki, Wyspy Kurylskie, Alaska i zachodnia Kanada).
W obrębie gatunku w nearktyce wyróżnianych jest 10 podgatunków, a w palearktyce 15 lub więcej, jednak podział ten jest niepewny i podlega dyskusji. Autorzy Illustrated Checklist of the Mammals of the World rozpoznają dwadzieścia pięć podgatunków.

### Etymologia
- Alexandromys: Boyd Alexander (1873–1910), oficer British Army, podróżnik  ornitolog[41]; gr. μυς mus, μυος muos „mysz”[42].
- oeconomus: gr. οικονομος oikonomos „zarządzający domem”, od οικος oikos „dom, mieszkanie”[43]; νομος nomos „dowodzenie”, od νεμω nemō „kontrolować”[44].
- amakensis: Amak Island, Alaska, Stany Zjednoczone[41].
- arenicola: łac. arena (właściwie harena) „pustynia”; -cola „mieszkaniec”, od colere „mieszkać”[45].
- dauricus: Dauria, południowo-wschodnia Syberia, Rosja[45].
- elymocetes: botaniczny rodzaj Elymus Linnaeus, 1753 (perz); οικητης oikētēs „mieszkaniec”, od οικεω oikeō „mieszkać”[17][43].
- finmarchicus: Finnmark, Norwegia[41].
- innuitus: łac. innuitus „kiwanie głową”, od innuo „kiwać”[46].
- kamtschaticus: Kamczatka, Rosyjski Daleki Wschód, Rosja[45].
- kharanurensis: Char nuur, Mongolia[36].
- kjusjurensis: Kjusjur, Syberia, Rosja[41].
- koreni: Johan Koren (1877–1919), norweski marynarz, podróżnik, zoolog, kolekcjoner z Antarktyki w latach 1897–1899[20][45].
- macfarlani: Roderick MacFarlane (1833–1920), szkocki kolekcjoner, podróżnik[16][47].
- mehelyi: Lajos Méhelÿ (1862–1953), węgierski zoolog i herpetolog[22][48].
- montiumcaelestinum: łac. montium „z gór”, od mons, montis „góra”[49]; caelestinus „niebiański”, od caelum „niebo”[50] (tj. z Tienszanu)[41].
- operarius: łac. operarius „robotnik, pracownik”, od opera „praca, trud”[51].
- popofensis: Popof Island, Alaska, Stany Zjednoczone[15].
- punukensis: Big Punuk Island, Alaska, Stany Zjednoczone[41].
- ratticeps: łac. rattus „szczur”[52]; -ceps „-głowy”, od caput, capitis „głowa”[53].
- sitkensis: Sitka, Alaska, Stany Zjednoczone[9][45].
- stimmingi: dr. R. Stimming[12].
- suntaricus: ułus suntarski, Jakucja, Rosja[41].
- tschuktschorum: Półwysep Czukocki, Rosja[45].
- uchidae: Tohru Uchida (1897–1981), japoński zoolog[41].
- unalascensis: Unalaska, Alaska, Stany Zjednoczone[10].
- yakutatensis: Yakutat Bay, Alaska, Stany Zjednoczone[15].

## Opis
Nornik północny jest średniej wielkości nornikiem o ubarwieniu grzbietu od ciemnobrunatnego lub szarawego do cynamonowego, rdzawego lub ochrowego; wszystkie te odmiany barwne mają w futrze domieszkę włosów z czarnymi końcówkami. Boki ciała są jaśniejsze, brzuch jest znacznie jaśniejszy, beżowy, popielatoszary lub biały. Zwierzęta żyjące na otwartych terenach są jaśniejsze, te zamieszkujące lasy mają raczej żółtawe lub szarawe ubarwienie. Ogon jest jaśniejszy od spodu, co może zaznaczać się bardziej lub mniej wyraźnie.
Dymorfizm płciowy u norników północnych przejawia się różnicą rozmiarów ciała: dorosłe samce są przeciętnie o 30% większe od samic. Osobniki żyjące w północnej części zasięgu są większe i mają krótsze ogony, co zapewne jest przystosowaniem do chłodniejszego klimatu; także wyspiarskie populacje mają większe rozmiary ciała. Długość ciała wraz z ogonem to od 118 mm w Eurazji do 226 mm w przypadku większych podgatunków z wysp Ameryki Północnej (długość ciała (bez ogona) 79–150 mm). Ogon jest dość krótki o długości 28–60 mm, zwykle stanowi mniej niż 30% długości ciała. Uszy są małe i w dużej mierze ukryte w futrze o długości 8–21 mm, co jest wspólną cechą tego rodzaju. Długość tylnej stopy wynosi 15–22 mm. Norniki mają jedną parę siekaczy i trzy pary trzonowców w szczęce. Masa ciała zawiera się w granicach 36–78 g, średnio około 50 g.

## Występowanie
Gryzonie te zamieszkują palearktykę, w tym północną Europę i Azję, oraz częściowo nearktykę (północno-zachodnią Amerykę Północną), do której zawędrowały prawdopodobnie przez Beringię. Miało to miejsce w plejstocenie, w okresie zlodowacenia Wisconsin (czasowo odpowiadającego zlodowaceniu Wisły), 100–80 tysięcy lat temu, lub zlodowacenia Illinois (odpowiadającego zlodowaceniom środkowopolskim), 300–130 tysięcy lat temu.
W Europie żyje w Niemczech, Czechach, Słowacji, Polsce, Białorusi, Ukrainie, Litwie, Estonii, Finlandii, Rosji, Kazachstanie, Mongolii, Chinach (Sinciang i Mongolia Wewnętrzna), Stanach Zjednoczonych (Alaska) i Kanadzie. Reliktowe populacje żyją także w Holandii, południowej Norwegii i północnej Szwecji, na fińskim wybrzeżu oraz Austrii, Słowacji i Węgrzech. W Polsce spotyka się go w północnej, środkowej i częściowo południowej części kraju, z wyjątkiem terenów górskich. Ogółem jest spotykany od poziomu morza do 2900 m n.p.m. Żyje najdalej na północ spośród wszystkich norników w Ameryce Północnej, aż do 71 równoleżnika.
Norniki północne preferują siedliska wilgotne i podmokłe, spotyka się je na torfowiskach, w dolinach rzecznych, nad brzegami jezior, strumieni i na wybrzeżu morza. Można je spotkać w tundrze, tajdze, lasostepie, a nawet na półpustyniach. Środowiskiem szczególnie preferowanym są turzycowiska o budowie kępowej, w których gatunek ten może żyć nawet na terenach częściowo zalewanych. W kępach turzyc zakłada gniazda.
Zasięg występowania w zależności od podgatunku:

- A. oeconomus oeconomus – zachodnia i południowo-środkowa Syberia (Rosja) i północno-zachodnia Mongolia.
- A. oeconomus amakensis – wyspa Amak Island (Aleuty, Alaska).
- A. oeconomus arenicola – Holandia.
- A. oeconomus dauricus – południowo-środkowa Syberia (obszary wokół jeziora Bajkał) i północno-wschodnia Mongolia.
- A. oeconomus elymocetes – wyspa Montague Island (południowa Alaska).
- A. oeconomus finmarchicus – wyspy Andøya i Langøya w archipelagu Vesterålen (Norwegia).
- A. oeconomus innuitus – Wyspa Świętego Wawrzyńca (Alaska).
- A. oeconomus kamtschaticus – półwysep Kamczatka.
- A. oeconomus kharanurensis – Kotlina Wielkich Jezior (północno-zachodnia Mongolia).
- A. oeconomus kjusjurensis – północno-środkowa Syberia.
- A. oeconomus koreni – dorzecza rzek Indygirka i Kołyma (północno-wschodnia Jakucja i obwód magadański na Rosyjskim Dalekim Wschodzie).
- A. oeconomus macfarlani – północno-wschodnia Alaska i północno-zachodnia Kanada (Jukon, Terytoria Północno-Zachodnie i Nunavut).
- A. oeconomus mehelyi – południowo-zachodnia Słowacja, wschodnia Austria i Węgry.
- A. oeconomus montiumcaelestinum – Ałatau Dżungarski i Tianszan (południowo-wschodni Kazachstan i północno-zachodnia Chińska Republika Ludowa).
- A. oeconomus operarius – zachodnia i południowa Alaska
- A. oeconomus popofensis – wyspy Unga Island i Popof Island (Wyspy Szumagina, Alaska).
- A. oeconomus punukensis – wyspa Big Punuk Island (Alaska).
- A. oeconomus ratticeps – Fennoskandia i północna część europejskiej Rosji.
- A. oeconomus sitkensis – Wyspa Cziczagowa i Wyspa Baranowa (Alaska).
- A. oeconomus stimmingi – wschodnie Niemcy, Polska, Litwa, Łotwa, Białoruś, Ukraina i środkowa część europejskiej Rosji.
- A. oeconomus suntaricus – północno-zachodnia, środkowa i południowa Jakucja.
- A. oeconomus tschuktschorum – Półwysep Czukocki.
- A. oeconomus uchidae – północne i środkowe Wyspy Kurylskie.
- A. oeconomus unalascensis – wyspy Unalaska, Unimak i Sanak Island (Aleuty, Alaska).
- A. oeconomus yakutatensis – południowo-zachodnia Alaska i północna Kolumbia Brytyjska.

Nornik północny występuje również na wyspie Kodiak i niewielkich sąsiednim wyspach, a także na wielu innych wyspach Aleutów, w południowo-zachodniej Alasce, ale przynależność podgatunkowa nie jest znana.

## Tryb życia
Norniki północne prowadzą naziemny tryb życia; kopią płytkie nory, które zwykle służą im do szybkiego przemieszczania się. Wykorzystują także naturalne trasy, takie jak szczeliny w pokrywie wiecznej zmarzliny. Szybko biegają w otwartym terenie, w ukryciu raczej chodzą. Dobrze pływają i nurkują.
Samce zajmują terytoria o średniej powierzchni 804 m² (do 3900 m²), pokrywające się w małym stopniu. Samice zajmują mniejsze terytoria, średnio 377 m², ale są do nich bardziej przywiązane; mogą dzielić terytorium ze spokrewnionymi samicami. Samce w ciągu dnia przemierzają około dwukrotnie większy dystans niż samice i w ciągu dnia mogą przewędrować obszar o powierzchni do 12 000 m².
Norniki są roślinożerne, zjadają zielone części roślin, żywią się także młodymi pędami krzewów, bulwami i kłączami. Podstawą diety tego gryzonia są turzyce, które pozwala mu strawić wydajny układ pokarmowy i flora bakteryjna jelita.
Zwierzęta te są przeważnie aktywne przez całą dobę, typowo z siedmioma okresami wzmożonej aktywności, choć zdarzają się odstępstwa od tej normy. Aktywność jest większa w ciągu dnia, największa około zmierzchu lub świtu; wzmaga ją także spadek temperatury. Nie hibernują ani nie zapadają w torpor, są aktywne w ciągu całego roku. Jesienią gromadzą zapasy na zimę (nasiona i inny pokarm roślinny). Rdzenni mieszkańcy Ameryki Północnej wykorzystywali niekiedy zapasy zgromadzone przez norniki północne, aby zdobyć pożądane jedzenie, na przykład korzeń lukrecji.

## Rozmnażanie
U tego gatunku obserwowano różne strategie rozrodcze: promiskuityzm, grupy z wieloma partnerami, poligynię i monogamię. Wybór zależy od zagęszczenia populacji, na które wpływają warunki środowiskowe i sezon. Niewielka przewaga liczebności samic (57%) nad samcami (43%) skłania je do poligynii. Monogamia występuje na terenach o małym zagęszczeniu norników.
Samica często rodzi dwa lub trzy mioty w ciągu roku, sezon rozrodczy trwa od końca kwietnia do września w latach, w których liczebność norników jest duża i miesiąc lub dwa krócej, jeśli jest mała. W rzadkich przypadkach, jeśli gorące lato pozwoliło na wzrost populacji na jesieni, rozród zdarza się także zimą. W miocie rodzi się od 4 do 8 młodych (średnio 6,9), więcej rodzą starsze samice, szczególnie te, które przeżyły zimę.
Gniazdo jest budowane z twardszej roślinności z miększą wyściółką. Buduje je i młodymi opiekuje się przede wszystkim matka, choć u południowych populacji zaobserwowano także opiekę ze strony ojca; przypuszczalnie wiąże się to z mniejszą dostępnością pokarmu. Ciąża trwa 20–21 dni, młode po narodzeniu mają masę około 3 gramów i są pozbawione włosów, oprócz wibrysów. Początkowo są w pełni zależne od matki. Po pięciu dniach wyrasta im futro, po 11–13 dniach otwierają się oczy, a po 18 dniach samica przestaje je karmić. Dorosłe rozmiary osiągają dwa miesiące później. Samice stają się seksualnie dojrzałe w wieku trzech tygodni, samce po 6–8 tygodniach.
Długość życia tego gatunku nie jest pewna, ale inne gatunki norników żyją zwykle do około dwóch lat. Niewiele norników północnych przeżywa na wolności ponad rok.

## Interakcje międzygatunkowe
Nornik północny ma podobne wymagania środowiskowe co np. nornik długoogonowy (Microtus longicaudus), nornik łąkowy (M. pennsylvanicus), nornik bury (M. agrestis) i nornik żółtolicy (M. xanthognathus), ale albo unika rywalizacji poprzez zajęcie wyspecjalizowanej niszy ekologicznej, albo wygrywa rywalizację z konkurencyjnym gatunkiem (tak jest w przypadku nornika burego).
Jest on ważnym pożywieniem dla wielu ssaków drapieżnych, takich jak łasice, kuny, rosomaki tundrowe, lisy rude i lisy polarne; stwierdzono, że w okresie zwiększonego zagęszczenia populacji norniki te stanowią podstawę diety lisów polarnych z Alaski. Polują na nie także ptaki drapieżne, takie jak sowy, sokoły, jastrzębiowate, wydrzyki, mewy i dzierzby.
Na nornikach północnych żerują liczne pasożyty. Do pasożytów wewnętrznych należą tasiemce (bąblowce, Paranoplocephala i Taenia), nicienie (Heligmosomoides) i przywry (Quinqueserialis nassalli), do zewnętrznych – pchły, wszy (Polyplax) i kleszcze (Ixodes angustus).
Norniki północne przenoszą choroby, którymi mogą zarazić się ludzie, z których najważniejszą jest tularemia, ostra choroba bakteryjna. W latach o dużym zagęszczeniu populacji mogą rywalizować o pokarm ze zwierzętami hodowlanymi i uszkadzać korzenie drzew. Gryzonie te są jednak także ważnymi zwierzętami laboratoryjnymi dzięki dużej płodności i szybkiemu rozwojowi, służą jako organizmy modelowe w eksperymentach biologicznych. Są także ważnym pożywieniem dla drapieżników cenionych ze względu na futro.

## Zagrożenia i ochrona
Nornik północny jest szeroko rozprzestrzeniony, jego liczebność podlega fluktuacjom, ale jest stabilna i globalnie nie ma zagrożeń dla tego gatunku. Jest uznawany za gatunek najmniejszej troski. Niektóre lokalne, odizolowane subpopulacje (bądź podgatunki) są zagrożone, w szczególności Microtus oeconomus aernicola żyjący w Holandii i panoński M. o. mehelyi są wymienione w załączniku IV dyrektywy siedliskowej jako wymagające ścisłej ochrony (pierwszy również w załączniku II). W Ameryce Północnej za wymagające ochrony uznaje się wyspiarskie podgatunki M. o. punakensis, M. o. amakensis, M. o. elymocetes, M. o. innuitus, M. o. popofensis, M. o. sitkensis i M. o. unalascensis. Spadki liczebności niektórych populacji powiązano z pogarszającymi się warunkami środowiskowymi; w przypadku M. o. arenicola na spadek liczebności ma też wpływ konkurencja ze strony nornika zwyczajnego (M. arvalis).